# 泛星計畫

泛星計畫的標誌

泛星計畫（英語：Panoramic Survey Telescope and Rapid Response System, Pan-STARRS，直譯為全景巡天望遠鏡和快速回應系統）是一個正在進行中的巡天計畫；該計畫將對全天空天體進行天文測量和光度測定。該計畫將比較同一天區不同時間的變化以期能發現彗星、小行星、變星等天體；尤其是有撞擊地球威脅性的近地天體。泛星計畫將建立一個所有在夏威夷能觀測到，視星等最暗可達24等的天體資料庫，總共可觀測全天四分之三的區域。
泛星計畫第一座原型望遠鏡，PS1，設置在夏威夷茂宜島海勒卡拉火山頂，已於2008年12月6日啟用，由夏威夷大學管理。2010年5月13日起PS1望遠鏡正式進行全時科學觀測。其餘三個將和PS1組成陣列的望遠鏡預計將在2012年完成，總花費約一億美金；稱為PS2的第二座望遠鏡已開始建造。
泛星計畫主要是夏威夷大學天文研究所（Institute of Astronomy）、麻省理工學院林肯實驗室（MIT Lincoln Laboratory）、茂宜高性能计算中心（Maui High-Performance Computing Center，MHPCC）、科學應用國際公司（Science Applications International Corporation）的合作項目。美國空軍提供資金建設望遠鏡。
PS1望遠鏡是由 The PS1 Science Consortium, PS1SC （页面存档备份，存于）管理。該協會參與成員機構有德國馬克斯-普朗克學會、台灣國立中央大學、英國愛丁堡大學、德倫大學、貝爾法斯特女王大學、美國哈佛大學、約翰·霍普金斯大學以及拉斯昆布瑞天文台全球望遠鏡網路（Las Cumbres Observatory Global Telescope Network）。

## 儀器設備
泛星計畫要使用四個口徑1.8公尺的望遠鏡組成陣列，這四個望遠鏡可能位於夏威夷毛納基山天文台或海勒卡拉火山。計畫的四座望遠鏡，PS4，將每次觀測同一天區，觀測影像將由電腦比對去除因為晶片缺陷造成的像素壞點或宇宙射線影響，最後將四個望遠鏡收集的光線匯集，可產生相當於口徑3.6公尺的望遠鏡解析度。
原型的PS1望遠鏡已經在2006年6月以低解析度拍攝第一張影像。該望遠鏡的視野有3°，在同級望遠鏡中是相當大的視野。使用的CCD高達14億畫素，是目前最大的。焦平面上總共有60個單獨安裝並緊密排列的CCD組成一個8X8的陣列；因為角落不接受光的關係，在四個角落沒有CCD。每個CCD都是一個大面積對角轉移陣列（Orthogonal Transfer Array, OTA），共有4800X4800個像素，分成64個單元，每個單元有600X600個像素。該CCD的「第一道光」是在2007年8月22日拍攝仙女座星系。PS1之前有焦點扭曲的問題，造成影像邊緣模糊。這問題與望遠鏡副鏡的傳動系統、溫度以及位置有關。現在問題已完全解決，並且在2010年5月13日開始觀測。
每個影像需要2 GB的電腦空間儲存。每次影像拍攝時間約30到60秒，這足以拍攝到視星等24等的天體；另外電腦將以1分鐘進行處理。由於照片必須連續拍攝，PS4系統預計每個晚上將可獲得10 TB的大量資料，因此電腦記錄每幅影像中天體的光度和位置後影像本身將被刪除；當晚位置和光度將和先前的資料比對以知道天體光度和位置是否有變化。
因為泛星計畫可以觀測相當大的視野和極短的曝光時間，因此每天晚上可以拍攝6000平方度的天區。全天總共有4π個球面度，或41,253.0平方度；在夏威夷可以觀測約3萬平方度。因此每四十小時就可以完全拍攝全天區。除去滿月等月光影響嚴重的夜晚，每個月可觀測全天四次。

## 科學目的
因為之前從沒有一個計畫是有系統觀測全天區，該計畫預期可以發現許多新天體。例如卡特林那巡天系統（Catalina Sky Survey）目前只能觀測20到20.5等的天體，且幾乎集中在天球赤道。泛星計畫可觀測到24等，觀測範圍是整個天區。NASA的廣域紅外線巡天探測衛星（Wide-field Infrared Survey Explorer）將以紅外線觀測做為補充。

### 太陽系
泛星計畫預期可以發現至少十萬個木星的特洛伊小行星和至少兩萬個古柏帶天體，數千個土星、天王星、海王星的特洛伊小行星以及大量的彗星和半人馬小行星。
因為目前所有的巡天計畫多集中在低軌道傾角天體，因此泛星計畫預期可以許多高軌道傾角天體，例如鳥神星。並且可以建構更完整的太陽系軌道動力系統。
泛星計畫還可能觀測到「星際碎片」（interstellar debris）或「星際闖入者」（interstellar interlopers）飛經太陽系。一般認為這些物體可能是其他恆星的行星系統形成時被拋射出該系統。
另一個有趣的可能性是泛星計畫也許可以觀測到目前尚未觀測到的小行星互相碰撞事件。
泛星計畫可能還可以發現到相當於冥王星或鬩神星大小甚至更大的古柏帶天體。

### 太陽系外
一般預期泛星計畫可以在銀河系和鄰近星系發現大量的變星；這可能因此讓我們發現許多矮星系。還可以靠著發現大量造父變星和食雙星精確測定星系距離。如果能以該計畫發現大量Ia超新星，對於暗能量和伽瑪射線暴光學餘暉的研究有很大幫助。
因為金牛T星等年輕恆星多為變星，泛星計畫預期將可發現大量年輕恆星。另外也可利用泛星計畫觀測微引力透鏡和凌日法發現太陽系外行星。
泛星計畫還將觀測天體自行運動和視差以發現棕矮星、白矮星等暗天體。該計畫預期能測定距離太陽100秒差距以內天體的視差或自行運動；尤其是對過去的任務而言太過昏暗而無法被觀測到的天體。
此外，針對大視差但自行運動小的天體可進一步測定其徑向速度，甚至可能發現假設的太陽伴星，如果該伴星真的存在的話。

### 發現的天體
- SN 2008id：Ia超新星，由凱克天文台觀測其紅移確認[11]。
- 小行星2010 ST3：泛星計畫發現的第一顆潛在危險天體（Potentially Hazardous Object）[12][13]，直徑約30-65公尺[14][15]。
- P/2010 T2：泛星計畫發現的第一顆彗星[16]。
- C/2011 L4 (PANSTARRS)：於2011年6月5日和6日之間的夜間發現的彗星，在2013年3月10日到達近日點[17]。
- 2016 HO3：至今發現軌道最穩定的地球的準衛星。
- A/2017 U1：經過太陽系的一顆星際天體。
- HLV2514 : 由夏威夷大學望遠鏡拍攝, 其後被Vaidehi Vekariya和Radhika Lakhani發現[18][19]

## 外部連結
- Pan-STARRS web site（页面存档备份，存于）
- PS1 Science Consortium web site （页面存档备份，存于）
- Haleakala Observatories （页面存档备份，存于）
- PROJECT PAN-STARRS AND THE OUTER SOLAR SYSTEM
- New telescope will hunt dangerous asteroids （页面存档备份，存于）
- World's biggest digital camera to join asteroid search （页面存档备份，存于）
- Is there a Planet X? （页面存档备份，存于）
- Early warning of dangerous asteroids and comets
- 泛星計畫介紹 （页面存档备份，存于） 黃崇源、陳文屏、周翊
- 天文觀測的新挑戰──談泛星計畫 （页面存档备份，存于） 陳文屏
- 臺北星空42期  專題：望向大宇宙(一)/Pan-STARRS─泛星計畫(pdf檔案) 周翊
- 國立中央大學天文研究所泛星計畫網頁 （页面存档备份，存于）